# Ipomoea lepidophora
Ipomoea lepidophora är en vindeväxtart som beskrevs av Jean Paul Antoine Lebrun och Taton. Ipomoea lepidophora ingår i släktet praktvindor, och familjen vindeväxter. Inga underarter finns listade i Catalogue of Life.